# Campeonato de la División II de Baloncesto Masculino de la NCAA
El Campeonato de la División II de Baloncesto Masculino de la NCAA (en inglés, NCAA Men's Division II Basketball Championship es un torneo de baloncesto universitario de eliminación directa disputado anualmente desde 1957 en los Estados Unidos, en el que participan 64 equipos universitarios. El torneo de la División II masculino y femenino difiere con el de las divisiones I y III. La ronda final del torneo de la División II está formada por ocho equipos, en lugar de los cuatro de los otros dos torneos de división de la NCAA. Los ocho campeones regionales se enfrentan en la Elite Eight en una sede predeterminada.

## Campeones
| Año   | Campeón                                    | Puntos                                     | Subcampeón                                 | Puntos                                     |
| ----- | ------------------------------------------ | ------------------------------------------ | ------------------------------------------ | ------------------------------------------ |
| 1957  | Wheaton                                    | 89                                         | Kentucky Wesleyan                          | 65                                         |
| 1958  | South Dakota                               | 75                                         | St. Michael's                              | 53                                         |
| 1959  | Evansville                                 | 83                                         | Southwest Missouri State                   | 67                                         |
| 1960  | Evansville                                 | 90                                         | Chapman                                    | 69                                         |
| 1961  | Wittenberg                                 | 42                                         | Southeast Missouri State                   | 38                                         |
| 1962† | Mount St. Mary's                           | 58                                         | Sacramento State                           | 57                                         |
| 1963  | South Dakota State                         | 44                                         | Wittenberg                                 | 42                                         |
| 1964  | Evansville                                 | 72                                         | Akron                                      | 59                                         |
| 1965† | Evansville                                 | 85                                         | Southern Illinois                          | 82                                         |
| 1966  | Kentucky Wesleyan                          | 54                                         | Southern Illinois                          | 51                                         |
| 1967  | Winston-Salem State                        | 77                                         | Southwest Missouri State                   | 74                                         |
| 1968  | Kentucky Wesleyan                          | 63                                         | Indiana State                              | 52                                         |
| 1969  | Kentucky Wesleyan                          | 75                                         | Southwest Missouri State                   | 71                                         |
| 1970  | Philadelphia Textile                       | 76                                         | Tennessee State                            | 65                                         |
| 1971  | Evansville                                 | 97                                         | Old Dominion                               | 82                                         |
| 1972  | Roanoke                                    | 84                                         | Akron                                      | 72                                         |
| 1973† | Kentucky Wesleyan                          | 78                                         | Tennessee State                            | 76                                         |
| 1974  | Morgan State                               | 67                                         | Southwest Missouri State                   | 52                                         |
| 1975  | Old Dominion                               | 76                                         | New Orleans                                | 74                                         |
| 1976  | Puget Sound                                | 83                                         | Chattanooga                                | 74                                         |
| 1977  | Chattanooga                                | 71                                         | Randolph-Macon                             | 62                                         |
| 1978  | Cheyney                                    | 47                                         | Wisconsin-Green Bay                        | 40                                         |
| 1979  | North Alabama                              | 64                                         | Wisconsin-Green Bay                        | 50                                         |
| 1980  | Virginia Union                             | 80                                         | New York Tech                              | 74                                         |
| 1981  | Florida Southern                           | 73                                         | Mount St. Mary's                           | 68                                         |
| 1982  | District of Columbia                       | 73                                         | Florida Southern                           | 63                                         |
| 1983  | Wright State                               | 92                                         | District of Columbia                       | 73                                         |
| 1984  | Central Missouri State                     | 81                                         | St. Augustine's                            | 77                                         |
| 1985  | Jacksonville State                         | 74                                         | South Dakota State                         | 73                                         |
| 1986  | Sacred Heart                               | 93                                         | Southeast Missouri State                   | 87                                         |
| 1987  | Kentucky Wesleyan                          | 92                                         | Gannon                                     | 74                                         |
| 1988  | Lowell                                     | 75                                         | Alaska-Anchorage                           | 72                                         |
| 1989  | North Carolina Central                     | 73                                         | Southeast Missouri State                   | 46                                         |
| 1990  | Kentucky Wesleyan                          | 93                                         | Cal State Bakersfield                      | 79                                         |
| 1991  | North Alabama                              | 79                                         | Bridgeport                                 | 72                                         |
| 1992  | Virginia Union                             | 100                                        | Bridgeport                                 | 75                                         |
| 1993  | Cal State Bakersfield                      | 85                                         | Troy State                                 | 72                                         |
| 1994  | Cal State Bakersfield                      | 92                                         | Southern Indiana                           | 86                                         |
| 1995  | Southern Indiana                           | 71                                         | UC Riverside                               | 63                                         |
| 1996  | Fort Hays State                            | 70                                         | Northern Kentucky                          | 63                                         |
| 1997  | Cal State Bakersfield                      | 57                                         | Northern Kentucky                          | 56                                         |
| 1998  | UC Davis                                   | 83                                         | Kentucky Wesleyan                          | 77                                         |
| 1999  | Kentucky Wesleyan                          | 75                                         | Metropolitan State                         | 60                                         |
| 2000  | Metropolitan State                         | 97                                         | Kentucky Wesleyan                          | 79                                         |
| 2001  | Kentucky Wesleyan                          | 72                                         | Washburn                                   | 63                                         |
| 2002  | Metropolitan State                         | 80                                         | Kentucky Wesleyan                          | 72                                         |
| 2003  | Northeastern State                         | 75                                         | Kentucky Wesleyan*                         | 64                                         |
| 2004  | Kennesaw State                             | 84                                         | Southern Indiana                           | 59                                         |
| 2005  | Virginia Union                             | 63                                         | Bryant                                     | 58                                         |
| 2006  | Winona State                               | 73                                         | Virginia Union                             | 61                                         |
| 2007  | Barton                                     | 77                                         | Winona State                               | 75                                         |
| 2008  | Winona State                               | 87                                         | Augusta State                              | 76                                         |
| 2009† | Findlay                                    | 56                                         | Cal Poly Pomona                            | 53                                         |
| 2010  | Cal Poly Pomona                            | 65                                         | Indiana (PA)                               | 53                                         |
| 2011  | Bellarmine                                 | 71                                         | BYU–Hawaii                                 | 68                                         |
| 2012  | Western Washington                         | 72                                         | Montevallo                                 | 65                                         |
| 2013  | Drury                                      | 74                                         | Metropolitan State                         | 73                                         |
| 2014  | Central Missouri                           | 84                                         | West Liberty                               | 77                                         |
| 2015  | Florida Southern                           | 77                                         | Indiana (PA)                               | 62                                         |
| 2016  | Augustana (SD)                             | 90                                         | Lincoln Memorial                           | 81                                         |
| 2017  | Northwest Missouri State                   | 71                                         | Fairmont State                             | 61                                         |
| 2018  | Ferris State                               | 71                                         | Northern State                             | 69                                         |
| 2019  | Northwest Missouri State                   | 64                                         | Point Loma                                 | 58                                         |
| 2020  | Cancelado debido a la pandemia de COVID-19 | Cancelado debido a la pandemia de COVID-19 | Cancelado debido a la pandemia de COVID-19 | Cancelado debido a la pandemia de COVID-19 |
| 2021  | Northwest Missouri State                   | 80                                         | West Texas A&M                             | 54                                         |
| 2022  | Northwest Missouri State                   | 67                                         | Augusta                                    | 58                                         |
| 2023  | Nova Southeastern                          | 111                                        | West Liberty                               | 101                                        |
| 2024  | Minnesota State                            | 88                                         | Nova Southeastern                          | 85                                         |

- † Indica que hubo prórroga
- * El partido de Kentucky Wesleyan en 2003 quedó posteriormente anulado por utilizar a dos jugadores con transfer inelegible.[1]

## Palmarés
| Universidad              | Títulos |
| ------------------------ | ------- |
| Kentucky Wesleyan        | 8       |
| Evansville               | 5       |
| Northwest Missouri State | 4       |
| Cal State Bakersfield    | 3       |
| Virginia Union           | 3       |
| Central Missouri         | 2       |
| Florida Southern         | 2       |
| Metropolitan State       | 2       |
| North Alabama            | 2       |
| Winona State             | 2       |

## Sedes
| Ciudad                         | Pabellón                       | Años                                  |
| ------------------------------ | ------------------------------ | ------------------------------------- |
| Evansville (Indiana)           | Roberts Municipal Stadium      | 1957-1976, 2002                       |
| Springfield (Massachusetts)    | MassMutual Center              | 1977, 1980-1994, 2006-2011            |
| Springfield (Misuri)           | Hammons Student Center         | 1978-1979                             |
| Louisville (Kentucky)          | Commonwealth Convention Center | 1995-2000                             |
| Bakersfield (California)       | Rabobank Arena                 | 2001, 2004                            |
| Lakeland (Florida)             | Lakeland Center                | 2003                                  |
| Grand Forks (Dakota del Norte) | Bison Sports Arena             | 2005                                  |
| Highland Heights (Kentucky)    | The Bank of Kentucky Center    | 2012                                  |
| Louisville (Kentucky)          | Freedom Hall                   | 2013 (cuartos de final y semifinales) |
| Atlanta (Georgia)              | Philips Arena                  | 2013 (final)                          |
| Evansville (Indiana)           | Ford Center                    | 2014, 2015 2019, 2021, 2022-2025      |
| Frisco (Texas)                 | Dr Pepper Arena                | 2016                                  |
| Sioux Falls (Dakota del Sur)   | Sanford Pentagon               | 2017, 2018                            |